# Landskap (Norvège)
 (juillet 2025).
Pour les articles homonymes, voir Landskap.

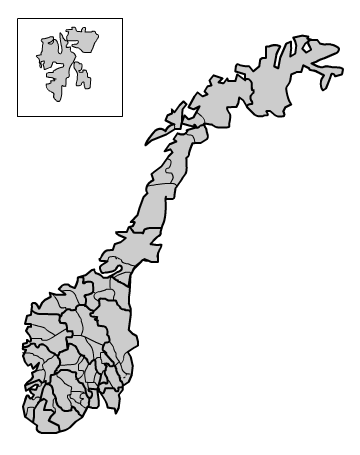
Districts de Norvège

Le landskap (« paysage ») est une subdivision de la Norvège, qui est traditionnellement divisée en districts généralement délimités par des critères géographiques : vallées, chaînes de montagnes, fjords, etc. La plupart formaient des petits royaumes durant le haut Moyen Âge.

## Identité régionale
Ces régions ont des racines historiques et culturelles profondes, et certains habitants se présentent comme d'un district ou d'un autre plutôt que de telle kommune voire de tel fylke (comté). La raison la plus simple à cette identification est que par le passé les gens sortaient peu de leur vallée d'origine en raison des difficultés qui existaient pour voyager. Là où aujourd'hui tunnels et ferries facilitent les déplacements, il était question de voyages à pied ou à skis, en traîneau ou en charrette. C'est pour la même raison que les dialectes locaux ne se sont que peu mélangés.

## Liste des districts traditionnels
La liste suivante est non exhaustive. Certains landskap se sont chevauchés au fil des années, l'appartenance d'une municipalité à l'un plutôt qu'à l'autre n'est donc pas une science exacte.

### Nord-Norge
- Helgeland (cf. Hålogaland)
- Lofoten
- Ofoten
- Salten
- Vesterålen
- Sør- og Midt-Troms
- Nord-Troms
- Vest-Finnmark
- Øst-Finnmark

### Østlandet
- Eiker
- Follo (Norvège)
- Glåmdal
- Grenland
- Gudbrandsdalen
- Hadeland
- Hallingdal
- Hedemarken
- Land
- Midt-Telemark
- Numedal
- Odalen
- Øst-Telemark
- Østerdalen
- Ringerike
- Romerike
- Solør
- Toten
- Valdres
- Vestmar
- Vest-Telemark
- Viken
- Vinger

### Sørlandet
- Dalane
- Setesdal
- Vestmar

### Trøndelag
- Fosen
- Gauldalen
- Helgeland
- Innherred
- Namdalen
- Nordmøre
- Orkdalen
- Stjørdalen

### Vestlandet
- Dalane
- Hardanger
- Haugalandet
- Jæren
- Midhordland
- Nordfjord
- Nordhordland
- Nordmøre
- Romsdal
- Ryfylke
- Sogn
- Sunnfjord
- Sunnhordland
- Sunnmøre
- Voss